# Rue Grégoire Leroy
Pour les articles homonymes, voir Grégoire et Leroy.
La rue Grégoire Leroy (en néerlandais : Grégoire Leroystraat) est une rue bruxelloise de la commune de Schaerbeek qui va du carrefour de l'avenue Maurice Maeterlinck et de l'avenue Georges Eekhoud à la rue Fernand Séverin.

## Histoire et description
La rue porte le nom d'un écrivain belge d'expression française, Grégoire Le Roy, né à Gand le 7 novembre 1862 et décédé à Ixelles le 5 décembre 1941.
La numérotation des habitations va de 3 à 47 pour le côté impair et de 6 à 34 pour le côté pair.